# بهینه‌یابی توپولوژی
بهینه‌یابی توپولوژی (به انگلیسی: topology optimization) شاخه‌ای از بهینه‌یابی سازه است که هدف آن به دست آوردن توزیع بهینهٔ مواد در دامنهٔ طراحی می‌باشد. هر چند کاربردهای این شاخه از مهندسی سازه فراتر رفته است و امروزه در الکترومغناطیس، آکوستیک و انتقال حرارت نیز از آن استفاده می‌شود.
در ریاضیات توپولوژی خواص فضایی را مطالعه می‌کند که تحت تغییر شکل‌های پیوسته چون کشیدگی، پیچش، مچاله کردن و خم کردن حفظ شده، اما تحت پارگی یا چسباندن حفظ نمی‌شوند. همان‌طور که بیان شد بهینه‌یابی توپولوژی یک روش ریاضی است که با برآوردن محدودیت‌های موجود (قیدها) و به حداقل رساندن یک تابع هدف از پیش تعریف شده، توزیع مواد را در یک دامنه طراحی تعریف شده بهینه به دست می‌آورد. با توسعه روش‌های عددی برای طراحی مانند روش المان محدود، بهینه‌یابی توپولوژی نیز گسترش یافت.
راه حل‌های سنتی برای مسائل بهینه‌یابی سازه‌ها در ساختمان‌ها با استفاده از روش جستجوی مستقیم در یک توپولوژی جامد و خالی ایزوتروپیک (ISE) بود. در یک توپولوژی ISE، المان‌ها یا توسط یک ماده ایزوتروپیک مشخص پر می‌شوند یا حاوی هیچ ماده‌ای نیستند. با این حال، به دلیل تعداد زیاد المان‌ها، استفاده از روش‌های جستجوی مستقیم در یک توپولوژی ISE از نظر محاسباتی بسیار گران بود؛ بنابراین، از دهه ۱۹۸۰، تمرکز اصلی در این زمینه توسعه روش‌های کارآمدتر برای دستیابی به راه حل‌های سریعتر بوده است. در مراجع علمی، چندین روش برای بهینه‌یابی توپولوژی توسعه یافته است. یکی از این روش‌ها رویکرد همگن‌سازی می‌باشد که در آن خصوصیات مختلف مواد در فضا توسط مواد کامپوزیت (مرکب) توصیف می‌شود. روش مبتنی بر همگن‌سازی در بسیاری از مقالات به کار گرفته شده است اما مشکلاتی از قبیل همگرایی به نقاط بهینه محلی و روابط ریاضی نسبتاً پیچیده دارد. و به علاوه، امکان ساخت سازه‌های به دست آمده وجود نداشته است زیرا هیچ مقیاس طول مشخصی در ارتباط با ریزساختارها وجود ندارد. با این حال، رویکرد همگن‌سازی برای بهینه‌یابی توپولوژی می‌تواند حدودی را برای عملکرد نظری سازه‌ها فراهم کند. در ادامه، بهینه‌یابی توپولوژی توسط دو استراتژی مشهور به نام‌های سیمپ (SIMP) و روش‌های مبتنی بر سطح- تراز توسعه یافت.